# Barry, le roi du disco
Pour plus de détails, voir Fiche technique et Distribution.
Barry, le roi du disco (Disco Ormene) est un film d'animation germano-danois réalisé par Thomas Borch Nielsen, sorti en 2008.

## Synopsis
Ce n'est pas facile d'être Barry. Un ver de terre n'a aucun respect. Il vit au bas de la chaîne alimentaire. Mais un jour, un vieux disque disco bouleverse sa vie. Soudain, il voit devant lui son propre destin, la star du plus grand groupe disco du monde: Sunshine Barry & The Disco Worms! D'accord, il n'a pas de bras, pas de rythme et pas de groupe. Mais comme Barry le dit: "Nous le ferons quand même!"

## Fiche technique
- Titre : Barry, le roi du disco
- Titre original : Disco Ormene
- Réalisation : Thomas Borch Nielsen
- Scénario : Thomas Borch Nielsen et Morten Dragsted
- Musique : Jörg Lemberg
- Dates de sortie :
  - Danemark : 10 octobre 2008
  - France : 16 juin 2011 en VOD

## Doublage
- Peter Frödin : Bjarne
- Trine Dyrholm : Gloria
- Lars Hjortshøj : Niller
- Troels Lyby : Jimmy
- Helle Dolleris : Donna
- Birthe Neumann : la mère
- Peter Hesse Overgaard : le père
- Henning Jensen : Tonni Dennis